# 小島又雄
小島 又雄（こじま またお、1935年6月28日 - 2015年6月4日）は、日本の実業家。住友金属工業社長を務めた。

## 経歴
東京都出身。1958年に慶應義塾大学経済学部を卒業し、同年に住友金属工業に入社。
経理部長、支配人、取締役、常務を経て、1992年6月に副社長に就任し、1996年6月から2000年6月までに社長を務め、2000年6月から2001年6月までに会長を務めた。社長在任時には、住友シチックスとの合併やシームレスパイプの設備更新などの事業拡大に取り組んだ。
1999年5月から2001年5月までに関西経済連合会副会長を務め、住友特殊金属取締役も務めた。
2015年6月4日、急性肺炎のために死去。79歳没。